# Molodețke, Ohtîrka
Molodețke (în ucraineană Молодецьке) este un sat în comuna Hnîlîțea din raionul Ohtîrka, regiunea Sumî, Ucraina.

## Demografie
Componența lingvistică a localității Molodețke
     Ucraineană (94,05%)
     Rusă (4,76%)
Conform recensământului din 2001, majoritatea populației localității Molodețke era vorbitoare de ucraineană (94,05%), existând în minoritate și vorbitori de rusă (4,76%).